# 小谷真生子
小谷 真生子（こたに まおこ、1965年3月4日 - ）は、日本のニュースキャスターである。株式会社オープンハウスグループ社外取締役、ポラリス・キャピタル・グループ株式会社社外取締役、HITOWAホールディングス株式会社社外取締役。

## 経歴
1965年（昭和40年）、大阪府に生まれる。2週間後には島根に一時移転しその後、父・小谷伝（NHKアナウンサー）の転勤に伴って小学校のうち3年間をオーストラリアで過ごした。アメリカ・ユタ州のスカイヴュー（Sky View High School）高校を経て、平安女学院短期大学英文科卒業。1986年（昭和61年）から1990年（平成2年）まで、日本航空にてキャビンアテンダントとして世界37都市・2,560時間勤務した。
テレビ出演は退職後1990年（平成2年）、『日本列島ふるさと発』（NHK）でのニュースキャスターに始まり、次いで『NHKモーニングワイド』（NHK）のキャスターとなった。さらに、『ニュースステーション』（テレビ朝日）では1997年（平成9年）、サブキャスターの小宮悦子が体調不良で休んだ際に、代わってポケモンショック事件を伝えた。1998年（平成10年）4月、テレビ東京系列の経済ニュース番組『ワールドビジネスサテライト』のメインキャスターに就任。2014年（平成26年）3月まで約16年間務めた。
2007年（平成19年）、自由民主党から参議院議員選挙への立候補を打診されたが、立候補を固辞している。
2020年（令和2年）12月、オープンハウスグループの社外取締役に就任。
2021年 (令和3年) 6月、ポラリス・キャピタル・グループ株式会社社外取締役に就任。
2022年 (令和4年) 4月、HITOWAホールディングス株式会社社外取締役に就任。

## 人物
身長158cm（当時の日本航空スチュワーデスの採用基準は身長160cm以上だったためシリコンゴムで底上げしたウィッグを装着してパスした。概ね158cmあれば違和感はないといわれていた）。趣味はゴルフとテニス、芸術・仏像鑑賞・ドライブである。また、「諦めなさい!!」、「李下に冠を正さず」を座右の銘としている。
伯母（父の姉）は女優の影万里江、義理の伯父（父のもう一人の姉：チズ子の夫）に元俳優の川喜多雄二（かわきた ゆうじ、本名:脇猷二）がいる。
短大時代にはミス・コンテスト 「平安女学院短大ミス・アグネスコンテスト」で優勝し、男性雑誌のGOROで水着姿を披露した。このことは後年、雑誌 『噂の真相』が報じたことによって、改めて知られることとなった。
芸能事務所は、オフィス・トゥー・ワンに所属していた。
1993年（平成5年）、ジュエリーデザイナーで火山インターナショナル社長である篠原信博（別名：篠原火山）と結婚した。1996年（平成8年）2月からの産休を経て、同年5月には長女を出産したが、2001年（平成13年）、すでに離婚していたことが『噂の真相』 2001年8月号でスクープされた。
2007年（平成19年）4月25日には実業家でサザビーズジャパン社長の石坂泰章（元経団連会長石坂泰三の孫）と再婚した。しかしながら2010年（平成22年）6月、すでに2年前に（結婚してまもなく）離婚していたことが『週刊新潮』の 2010年7月1日号でスクープされた。
出演中の『ワールドビジネスサテライト』における逸話としては、納豆にマヨネーズをかけて食べたことがあることを話したほか、番組内コーナーであるトレンドたまごにおいてブレスレット装着アイテム「ブレスレットバディ」を紹介した際に、大浜が「小谷さんは番組前にブレスレットが上手くつけられずに引きちぎっていることがよくある」と暴露されている。番組中やインタビュー中にはメモを取る習慣がある。番組のエンディングは「ごめんください」という挨拶で終わるのが恒例になっている。
ワールドビジネスサテライトのMCを1998年4月から2014年3月まで、4代目として担当した。相手を立てることに徹する取材姿勢から財界関係者の評判も高く、「財界のマドンナ」と称されることもある。芸能評論家の肥留間正明は、「まさにジジ殺し。女を半分捨てて、相手の話を上手に聞き、取り込んでしまう。あの人の代わりは、なかなか居ない」と述べている。スズキ代表取締役会長の鈴木修から可愛がられている。趣味はドライブと言うほどのカーマニアでトヨタ代表取締役社長の豊田章男とも親しく、その縁で、トヨタモビリティ基金の理事を務めている。
2014年1月、スイスで行われた世界経済フォーラム（WFE）年次総会（ダボス会議）会場で、安倍晋三首相の靖国参拝に関する発言に対し「靖国参拝についての説明は全くデタラメ」「私は、参拝に強く反対」「多くの日本人も反対している」などとわざわざ中国のメディアにコメントしてきたと中国の複数メディアが報道し、ネット上で議論が巻き起こった。翌日WBSツイッターにて発言の大部分は誇張、捏造であった事が発表された。ダボス会議に出席する日本人が少ないという持論を持つ。
1999年頃から2013年までは一時期を除いて，特徴的なショートカットの髪型であったが，2013年秋からは襟足を後ろで留めた状態であった。2015年にトヨタの個人投資家向けIRイベント「TOYOTA Investors Meeting 2015」で、豊田章男との特別対談の対談相手となった頃から、ネット上でウィッグ疑惑がしきりに取り沙汰されるようになったためかか2016年秋頃からはポニーテールにする機会が多くなった。
2018年11月5日放送の日経プラス10ではインフルエンザ新薬についての特集が組まれ，自身が「インフルエンザの予防接種を受けるとインフルエンザにかかる」体質であると語った。

## 過去の出演番組
報道・情報番組
| 期間      | 期間      | 番組名                                         | 役職                                               |
| --------- | --------- | ---------------------------------------------- | -------------------------------------------------- |
| 1991年4月 | 1993年3月 | NHKモーニングワイド（NHK 総合）                | 週末メインキャスター                               |
| 1993年4月 | 1994年3月 | NHKニュース おはよう日本（NHK 総合）           | 平日版隔週交代でのメインキャスター                 |
| 1996年4月 | 1998年3月 | ニュースステーション（テレビ朝日）             | 金曜日サブキャスター兼小宮悦子の代行サブキャスター |
| 1998年4月 | 2014年3月 | ワールドビジネスサテライト（テレビ東京）       | メインキャスター                                   |
| 2014年4月 | 2019年3月 | BSニュース 日経プラス10（BSジャパン→BSテレ東） | メインキャスター                                   |

バラエティ・単発番組・その他
- 日本列島ふるさと発（NHK BS-1）1990.4 - 1991.3
- 生きていることば（NHK総合）
- 東京マーケット情報（NHK BS1）
- ワールド・リポート（NHK BS1）
- ビジネスマンのための緑陰講座（NHK BS1） - 1991.8.5 - 8.9
- BSスペシャル 劇団四季の世界（NHK BS2） - 1993.2.14 - 2.16
- ザ・スーパーサンデー（テレビ朝日）
- 小谷真生子のやさしいビッグバン（テレビ東京） - 1998.3.28
- 開運!なんでも鑑定団（テレビ東京）

結婚した際にお祝いとして贈られた能面の鑑定を依頼。本人評価額30,000円に対し鑑定額は3,500円だった。
- 経済エンタテインメント　社長失格（テレビ東京） - 2001.9.28

板倉雄一郎の著書をベースにしたドラマとスタジオトークによる構成。小谷はスタジオ司会を担当。ドラマ部分の主演は石橋保。
- ヴァザーリの回廊～ルネサンス500年～（BSジャパン） - 2004.12.1

ナレーションを担当。ナビゲーターは奥田瑛二。「BSジャパン開局4周年記念特別番組」で毎年12月に放送している。
- 人気番組対抗!秋のお宝鑑定スペシャル（テレビ東京） - 2006.10.3

WBSチームとして斎藤精一郎とともに参加。お宝は斎藤がワインを持参した。
- ニッポン戦略会議2010（テレビ東京）2010.7.11
- 上柳昌彦 ごごばん!（ニッポン放送）2011.1.12

14時代企画「ごごばん!トークセッション」ゲスト。
- 小谷真生子のKANDAN（BSジャパン） - 2005.10.2 - 2014.3.30
- 日曜フォーラム 「低炭素社会をめざして～暮らしと地域の課題～」（NHK教育） - 2009.11.22
- ななつ星in九州の旅　車窓から見えたニッポンの底力（BSジャパン） - 2015.5.16
- 九州に生きるニッポンブランド  ななつ星in九州 震災に克つ（BSジャパン） - 2016.8.14
- 小谷真生子スペシャル　トヨタの人づくり　豊田章男の闘い（BSジャパン） - 2017.1.29
- 小谷真生子スペシャル 実録日銀（BSジャパン） - 2017.9.23
- 感動列車「ななつ星in九州」の旅（BSジャパン） - 2018.1.3
- TVシンポジウム 「どう進める? 再生可能エネルギー」（NHK教育） - 2018.12.22
- 小谷真生子スペシャル　トヨタ100年の死闘（BSテレ東） - 2018.12.30
- 「ななつ星ｉｎ九州」でめぐる 絶品 絶景 出会い旅～九州回廊～（BSテレ東） - 2019.5.12

ナレーションを担当。
- 日経スペシャル 小谷真生子の未来ニュース アフターコロナを制するビジネス （BSテレ東） - 2020.6.30
- 日経スペシャル 小谷真生子の地球大調査～小谷真生子・成田悠輔　人にも地球にも優しい「脱炭素」儲かるＳＤＧｓ （BSテレ東） - 2023.7.16

## 書籍
- 『小谷真生子のがんばれ!日本経済』（日本経済新聞社）
- 『再生ニッポン』小谷真生子、テレビ東京報道局・編（日経ビジネス人文庫）
- 『ジャーナリズムの条件2　報道不信の構造』徳山喜雄・責任編集（岩波書店） - 共著
- 『プロ論。』B-ing編集部・編（徳間書店） - インタビュー収録

同書の文庫版は『プロ論。【情熱探訪編】』B-ing編集部・編（徳間文庫）
- 『女性アナウンサーという生き方』八塩圭子・著（日経BP社） - インタビュー収録
- 『時の光の中で　劇団四季主宰者の戦後史』浅利慶太・著（文春文庫） - 浅利、日下武史との鼎談収録
- 『スチュワーデス「ばんざい」』深田祐介・監修（日本航空） - 表紙モデル
- 『放送文化 2011年冬号』 (NHK出版，2010年11月24日発売)　- 巻頭インタビュー

## 雑誌
- 「文藝春秋」（文藝春秋）※1994年9月号に「女ひとり戦乱のユーゴを行く」を執筆
- 「文藝春秋」（文藝春秋）※2000年10月臨時増刊号に「ビッグエッセイ　ゴルフ美味求真」を執筆
- 「日経WOMAN」（日経ホーム出版社）※2006年9月号～11月号に「リレーエッセイ　妹たちへ」を執筆
- 「週刊文春」（文藝春秋）※1996年11月21日号の「立腹・抱腹」を執筆
- 「週刊新潮」（新潮社）※2000年7月20日号の「私の週間食卓日記」を執筆
- 「フォーサイト」（新潮社）※1994年8月号の「ミネルヴァの視線」を執筆
- 「週刊文春」（文藝春秋）※1990年9月27日号の「CATCH UP」でグラビアモデル（萩庭桂太・撮影）
- 「文藝春秋」（文藝春秋）※1992年8月号の「PEOPLE」でグラビアモデル（萩庭桂太・撮影）
- 「SPA!」（扶桑社）※1996年9月4日号の「ニュースな女たち」でグラビアモデル（篠山紀信・撮影）
- 「週刊文春」（文藝春秋）※2003年2月6日号の「原色美女図鑑」でグラビアモデル（宮澤正明・撮影）
- 「AERA臨時増刊　AERA English 2003 Autumn」（朝日新聞社）※表紙モデル（HIROMIX・撮影）
- 「週刊ディアス」（光文社）※2001年7月30日号で表紙モデル（NAKA・撮影）